# Wołyńce (Mazovie)
Pour les articles homonymes, voir Wołyńce.
Wołyńce (prononciation : [vɔˈwɨɲt͡sɛ]) est un village polonais de la gmina de Siedlce dans le powiat de Siedlce de la voïvodie de Mazovie dans le centre-est de la Pologne.
Il se situe à environ 7 kilomètres au sud-ouest de Siedlce (siège de la gmina et de le powiat) et à 84 kilomètres à l'est de Varsovie (capitale de la Pologne).
Le village comptait approximativement une population de 414 habitants en 2004.

## Histoire
De 1975 à 1998, le village appartenait administrativement à la voïvodie de Siedlce.

Depuis 1999, il appartient administrativement à la voïvodie de Mazovie